# تشارلي غيلبرت
تشارلي غيلبرت (بالإنجليزية: Charlie Gilbert)‏ هو لاعب كرة قاعدة أمريكي، ولد في 8 يوليو 1919 في نيو أورلينز في الولايات المتحدة، وتوفي بنفس المكان في 13 أغسطس 1983.

## وصلات خارجية
- تشارلي غيلبرت على موقع دوري كرة القاعدة الرئيسي (الإنجليزية)
- تشارلي غيلبرت على موقعبيزبول رفرنس.كوم (الدوري الرئيسي) (الإنجليزية)
- تشارلي غيلبرت على موقعبيزبول رفرنس.كوم (الدوري الثانوي) (الإنجليزية)